# Femeie citind (pictură de Corot)
Femeie citind este o pictură în ulei pe pânză realizată de pictorul francez Jean-Baptiste-Camille Corot în 1869. Pictura se află acum la Metropolitan Museum of Art din New York, SUA.

## Descriere
Pictura înfățișează o femeie așezată aflată la țară, în aer liber, citind o carte. Pare să fie cufundată în lectura cărții pe care o are în poală. În depărtare, în stânga ei, se află un râu, unde poate fi văzut un bărbat într-o barcă. Câmpul verde și cerul albastru, înnorat, împart fundalul tabloului aproape la jumătate. Corot, a cărui reputație a fost aceea de peisagist, a pictat în ultimii săi ani multe imagini cu femei solitare și gânditoare. Femme Lisant, care a fost prezentată la Salonul din 1869, este singura dintre acestea pe care a expus-o în timpul vieții.
Când pictorul în vârstă de 72 de ani a expus pânza la Salonul din 1869, Théophile Gautier a lăudat naivitatea sinceră și paleta picturii, dar a criticat desenul stângaci al eroinei, observând puținele figuri din opera artistului. După Salon, Corot a revenit asupra pânzei, remodelând peisajul, dar, ignorând criticile, a lăsat figura neschimbată.